# Vallei van de Holzwarche
De Vallei van de Holzwarche of Natuurreservaat Holzwarchetal (Duits: Naturschutzgebiet Holzwarchetal, Frans: Vallée de la Holzwarche) is een Natura 2000-gebied in de Belgische provincie Luik en ligt in de nabijheid van de plaatsen Mürringen en Rocherath.

## Historie
De natuurbeschermingsorganisatie BNVS begon in 1978 met het opkopen van grond die biologisch gezien zeer waardevol is. De gebieden bestaan uit soortenrijke, extensief beheerde, vochtige graslanden. Het Natuurreservaat Holzwarchetal kent een hoge biodiversiteit omdat het land alleen op traditionele wijze werd bewerkt. Het is bovendien ook een erg kwetsbaar gebied en kan alleen met gerichte beschermingsmaatregelen behouden worden. Het Holzwarchetal valt vandaag de dag onder de Vogel- en Habitatrichtlijn van de Europese Unie.

## Kenmerken
Het Natuurreservaat Holzwarchetal varieert qua hoogte tussen de 560 en 650 meter boven zeeniveau. Het gebied ontleent zijn naam aan de rivier de Holzwarche, die ontspringt vanaf een nabijgelegen plateau in de buurt van de plaats Losheimergraben, op een hoogte van 660 meter. Het gebied staat bekend om zijn botanische rijkdom. In de eerste helft van april zijn er duizenden wilde narcissen (Narcissus pseudonarcissus) te zien in de extensieve graslanden langs de Holzwarche. Dit tafereel trekt jaarlijks vele bezoekers aan. Vanaf de tweede helft van mei zijn er andere interessante planten te vinden zoals de bergcentaurie (Centaurea montana), bergvenkel (Meum athamanticum) en adderwortel (Persicaria bistorta).

## Natura 2000
Vogelrichtlijnsoorten die men in het Holzwarchetal kan aantreffen zijn de zwarte ooievaar (Ciconia nigra), wespendief (Pernis apivorus), rode wouw (Milvus milvus), watersnip (Gallinago gallinago), ruigpootuil (Aegolius funereus), ijsvogel (Alcedo atthis), zwarte specht (Dryocopus martius), grauwe klauwier (Lanius collurio), klapekster (Lanius excubitor) en paapje (Saxicola rubetra). Onder de habitatrichtlijnsoorten bevinden zich de blauwe vuurvlinder (Lycaena helle), vale vleermuis (Myotis myotis) en rivierdonderpad (Cottus gobio). Voor deze soorten worden aanvullende beschermingsmaatregelen genomen.

## Galerij

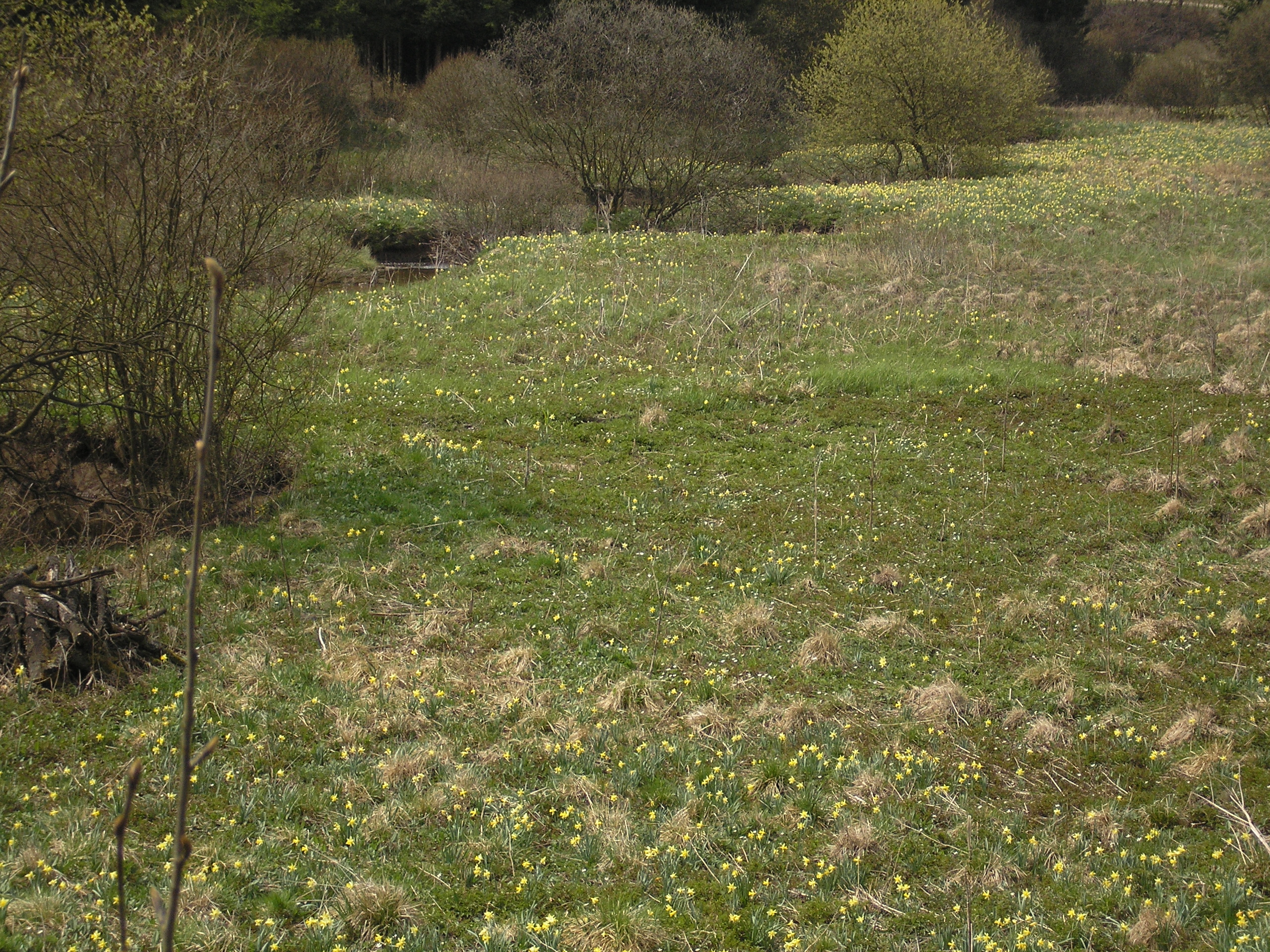
Narcisvallei langs de Holzwarche.
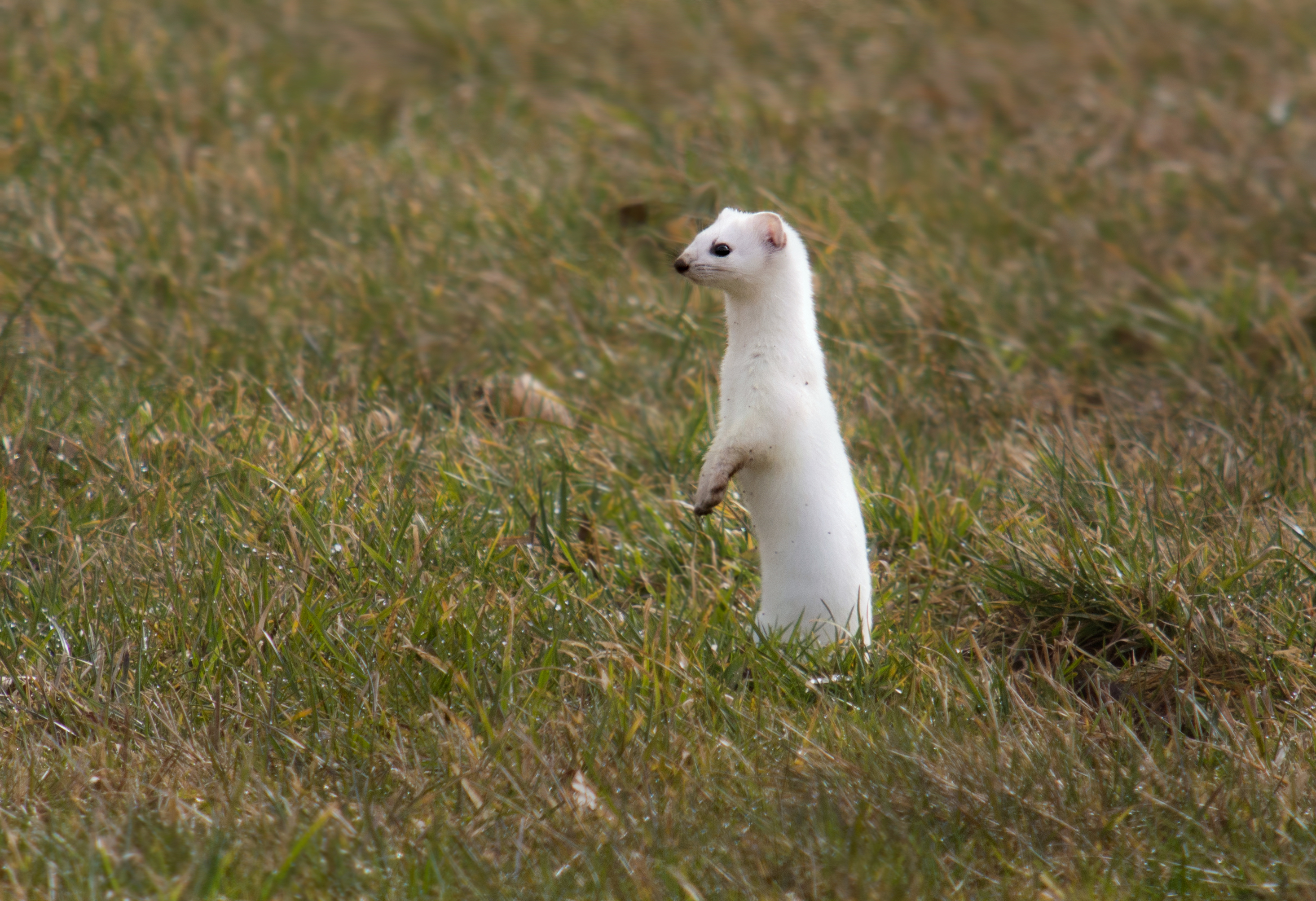
Een hermelijn (Mustela erminea) in wintervacht.
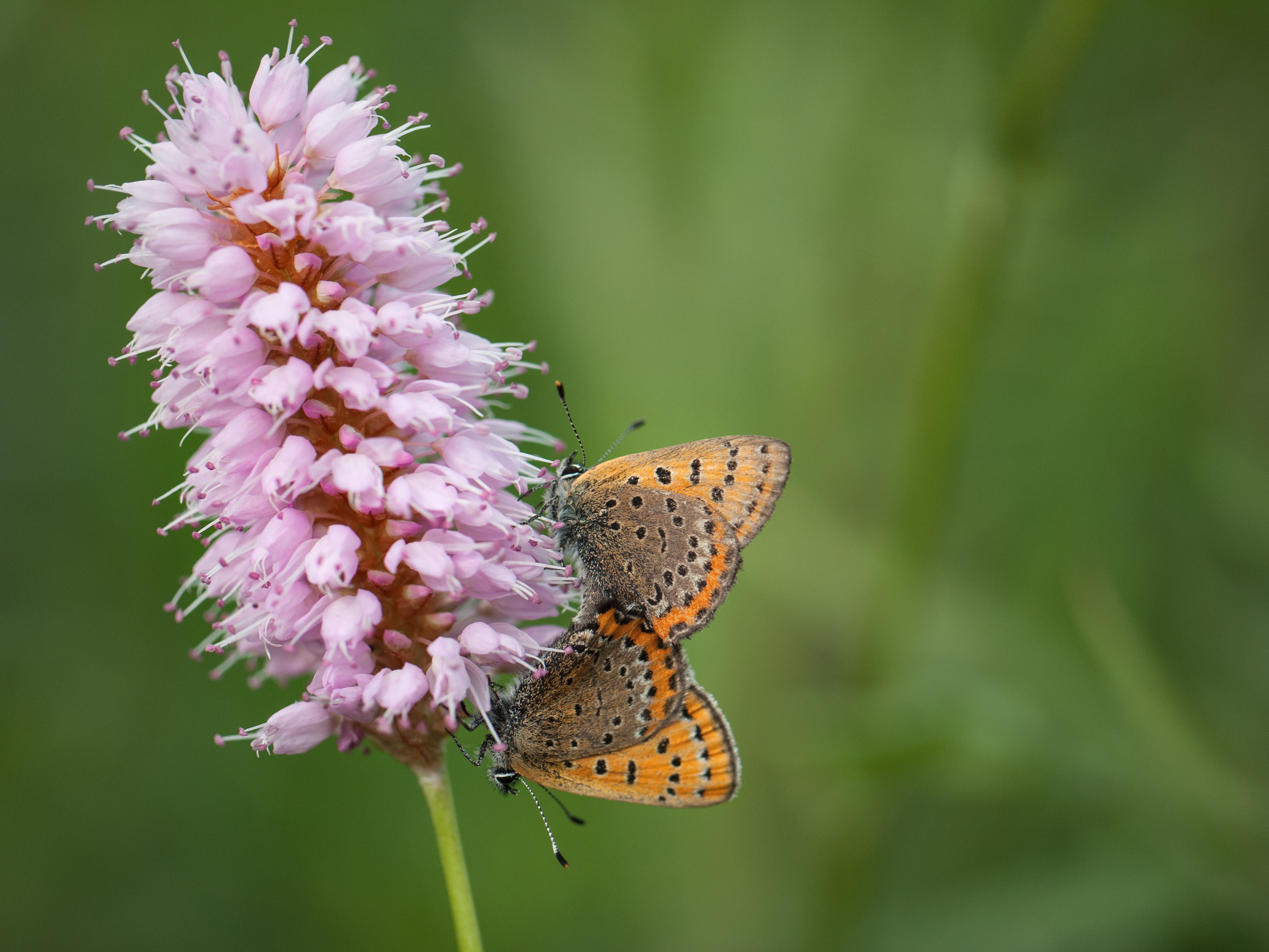
Blauwe vuurvlinders (Lycaena helle) op een adderwortel (Persicaria bistorta).
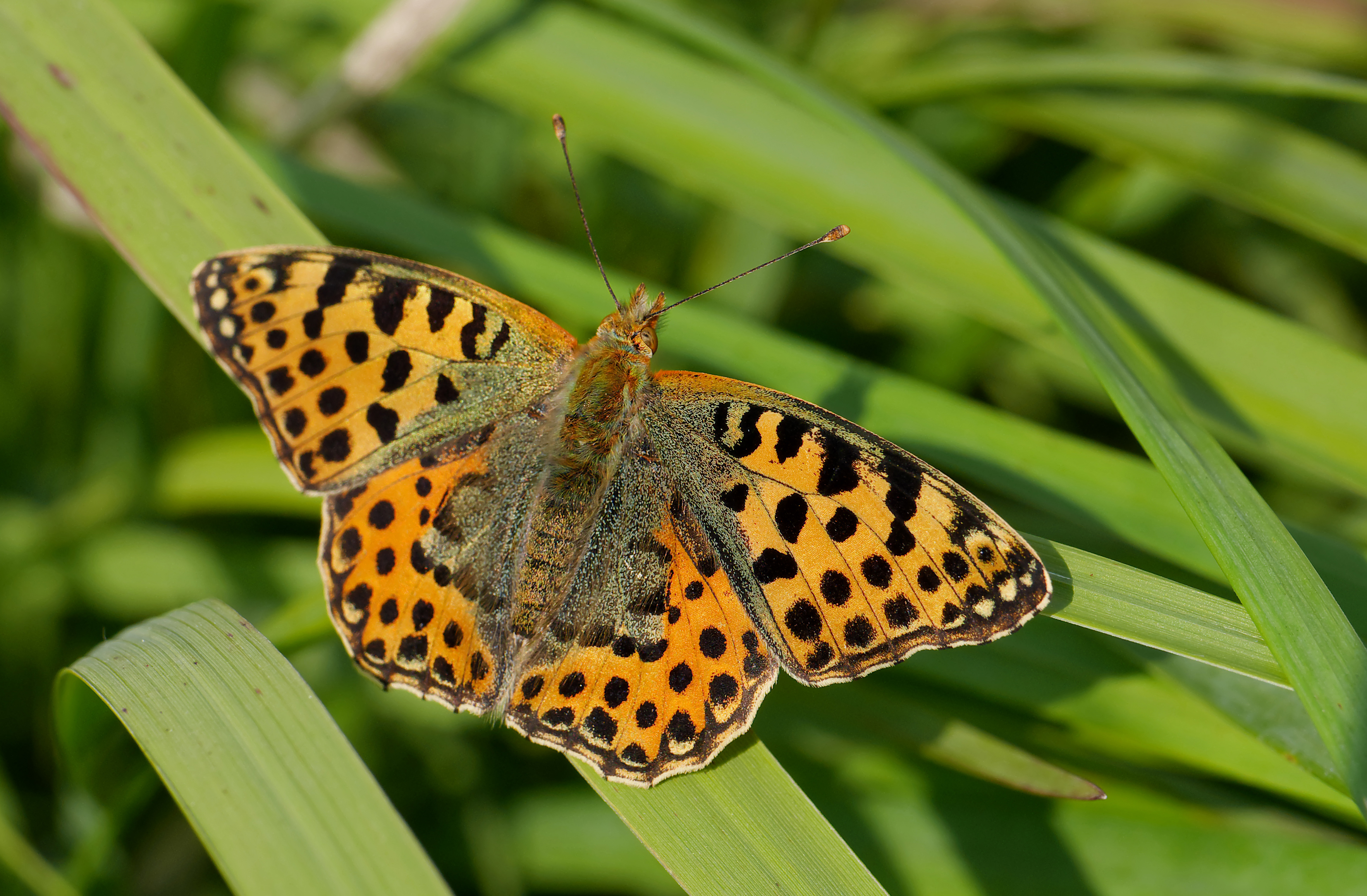
Kleine parelmoervlinder (Issoria lathonia) in het Holzwarchetal.
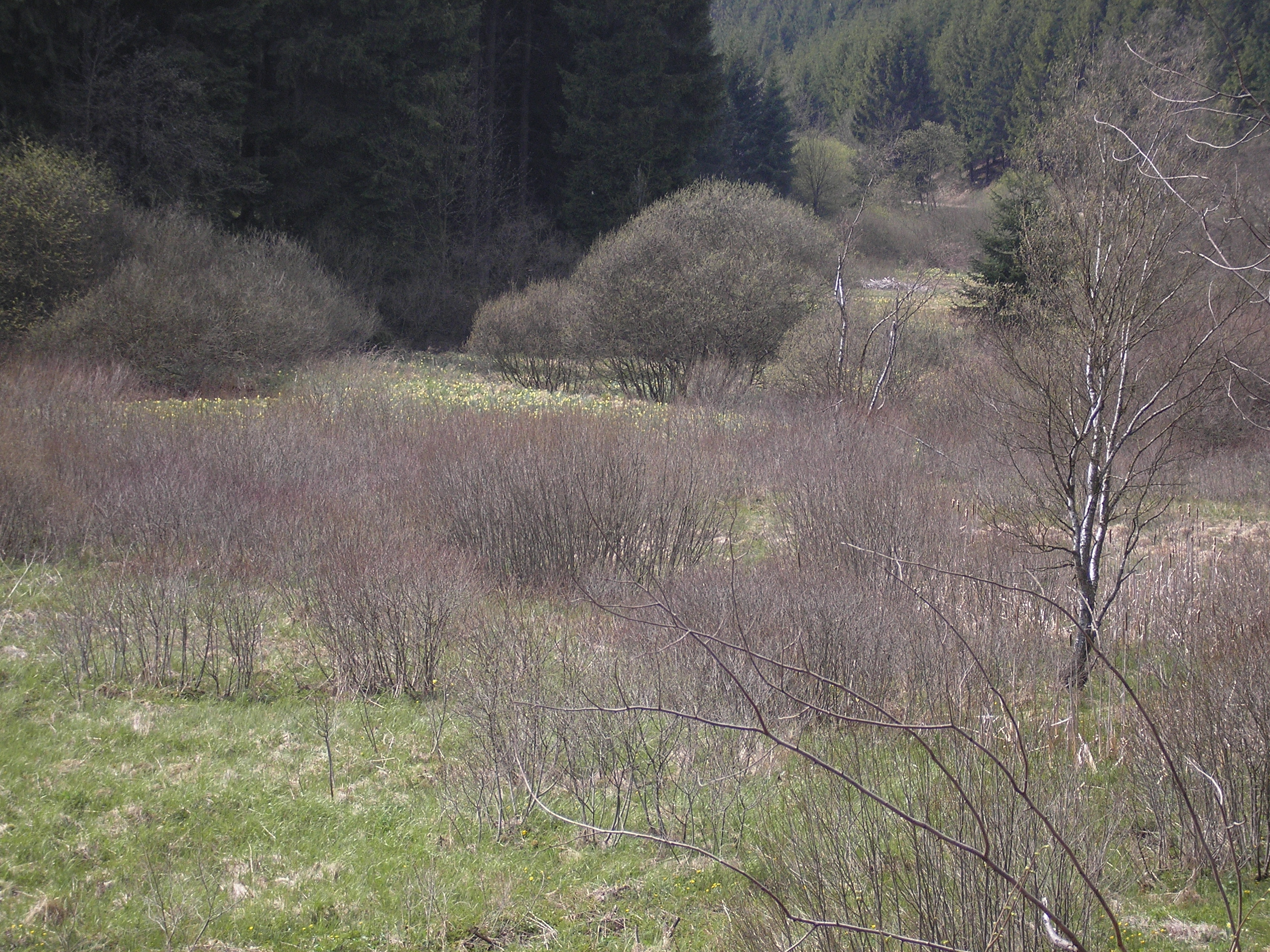
Voorjaarsbeeld.
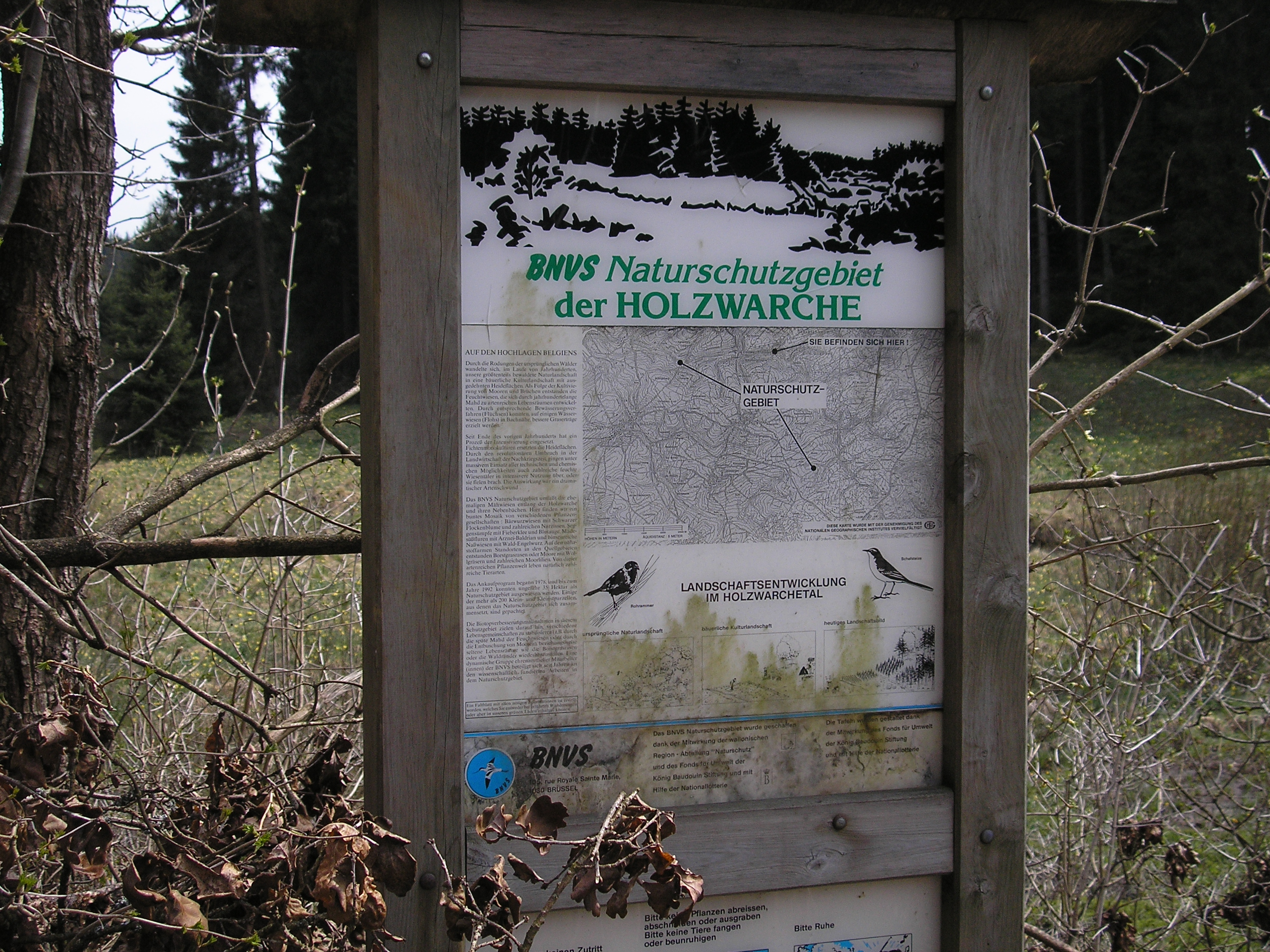
Informatiepaneel van het Natuurreservaat Holzwarchetal.